# Diecéze Zuglio
Diecéze Zuglio je titulární diecéze římskokatolické církve. 

## Historie
Diecéze vznikla ve 4. století, na konci Římské říše byli obyvatelé starobylého města vyhnáni barbary. Biskupství se přeneslo k bazilice na hoře San Pietro. Roku 705 nezbyl žádný člověk ve městě, a proto bylo sídlo přeneseno do města Cividale. Roku 737 byl biskup vyhnán patriarchou Aquileie, který si město vybral jako své nové sídlo. V 8. století po smrti biskupa Amatora byla diecéze zrušena a její území bylo včleněno do patriarchátu Aquileia. 
Dnes se využívá jako titulární biskupské sídlo; současným titulárním biskupem je Pedro Sergio de Jesús Mena Díaz, pomocný biskup Yucatánu.

## Seznam biskupů
- Amanzio (393 – 413)
- Ianuario (480 – 490)
- Massenzio (před rokem 571, po roce 591)
- Fidenzio (zmíněn roku 705)
- Amatore (zmíněn roku 737)

## Seznam titulárních biskupů
- 1967 – 1973 Aldo Gobbi
- 1974 – 1985 Emilio Pizzoni
- 1985 – 1996 Pietro Brollo
- 1996 – 1997 Alfred Kipkoech Arap Rotich
- 1999 – 2016 Mario Zenari
- od 2017 Pedro Sergio de Jesús Mena Díaz